# Polacanthus
Polacanthus (il cui nome deriva dal greco antico polys / πολύς «molte» e akantha / ἄκανθα «punte» o «spine»), è un genere estinto di dinosauro ankylosauro polacanthino vissuto nel Cretaceo inferiore, circa 130-125 milioni di anni fa (Barremiano), in quella che oggi è l'Inghilterra. Il genere comprende una sola specie, P. foxii, oggi considerata l'unica specie valida del genere.
Polacanthus deve il suo nome a una scoperta avvenuta sull'isola di Wight nel 1865. Non sono stati rinvenuti molti resti fossili di questa creatura e alcune importanti caratteristiche anatomiche, come il cranio, sono tuttora poco conosciute. Le prime ricostruzioni dell'animale lo raffiguravano spesso con una testa molto generica, poiché era noto prevalentemente per la metà posteriore dello scheletro. L'animale poteva raggiungere anche i 5 metri di lunghezza. Il suo corpo era coperto da un'armatura di placche e spine, che lo rendono un membro della famiglia Nodosauridae.

## Descrizione

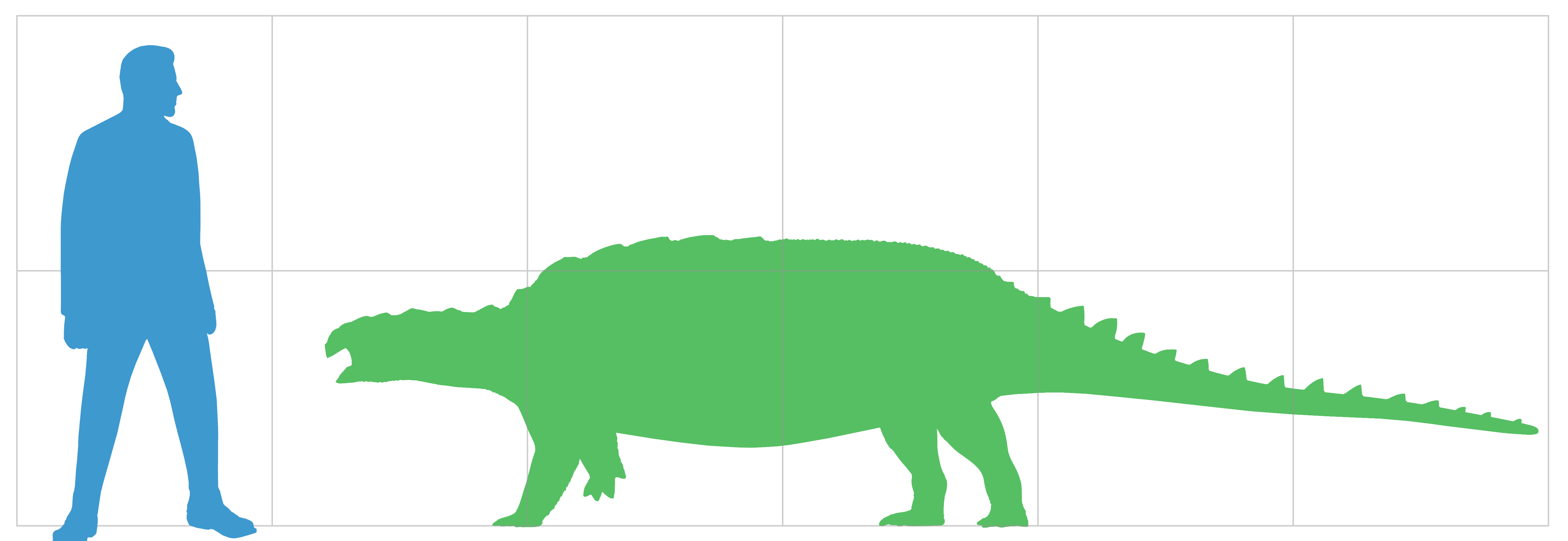
Dimensioni stimate per P. foxii

Polacanthus era un ankylosauro di medie dimensioni. Nel 2010, Gregory S. Paul ne stimò una lunghezza di 5 metri e un peso di 2 tonnellate. Nel 2012, Thomas Holtz fornì invece una stima inferiore, pari a 4 metri di lunghezza per un peso compreso tra 227 e 454 kg. Le zampe posteriori erano relativamente lunghe per un ankylosauro, con una lunghezza del femore destro di 555 millimetri nell'esemplare olotipo.
Nel 2011, Barrett indicò due possibili tratti unici dell'animale, o autapomorfie: il pavimento del canale neurale è profondamente inciso da un solco con profilo trasversale a forma di V; le spine caudali hanno basi triangolari in vista laterale e apici stretti.
I successivi studiosi dell'animale hanno sempre dedicato molta attenzione alla ricostruzione della configurazione dell'armatura. Hulke comprese che Polacanthus presentava un grande «scudo pelvico» o «scudo sacrale», costituito da un singolo osso dermico piatto sui fianchi (area sacrale) che, forse, non era attaccato all'osso sottostante e presentava una decorazione a tubercoli. Questa caratteristica è condivisa con altri dinosauri «polacanthini» (nodosauridi basali), come Gastonia e Mymoorapelta. Nell'olotipo, questo scudo misura 108 centimetri in larghezza e 90 centimetri in lunghezza, e presenta quattro file orizzontali di osteodermi più grandi per lato, circondate da ossicoli più piccoli. 
Questi ultimi a volte sono completamente fusi, formando piastre di armatura piatte. Hulke ipotizzò che sulla coda fossero presenti due file di osteodermi carenati per lato, mentre la serie di spine ritrovate nell'esemplare olotipo ornava i lati del dorso. Nopcsa propose invece una diversa configurazione. Secondo Nopcsa, sia la coda che la parte anteriore del corpo, incluso il collo, presentavano due file parallele di spine, una per lato. Sulla parte anteriore del corpo ogni fila era costituita da cinque spine; sostenne che sette di queste si fossero conservate con il fossile: cinque del lato destro e due del sinistro. Le file sulla coda sarebbero state costituite da ventidue coppie di spine più corte, di cui quindici ancora esistenti: otto del lato sinistro e sette del lato destro. Poiché le spine sono asimmetriche, la loro posizione può essere più o meno dedotta. Blows, nel 1987, concordò sostanzialmente con Nopcsa, ma distinse anche tre tipi di spine, A, B e C, che gli permisero di classificare ulteriori reperti fossili, spesso differenti dalle spine dell'olotipo in vari dettagli.

## Scoperta e denominazione

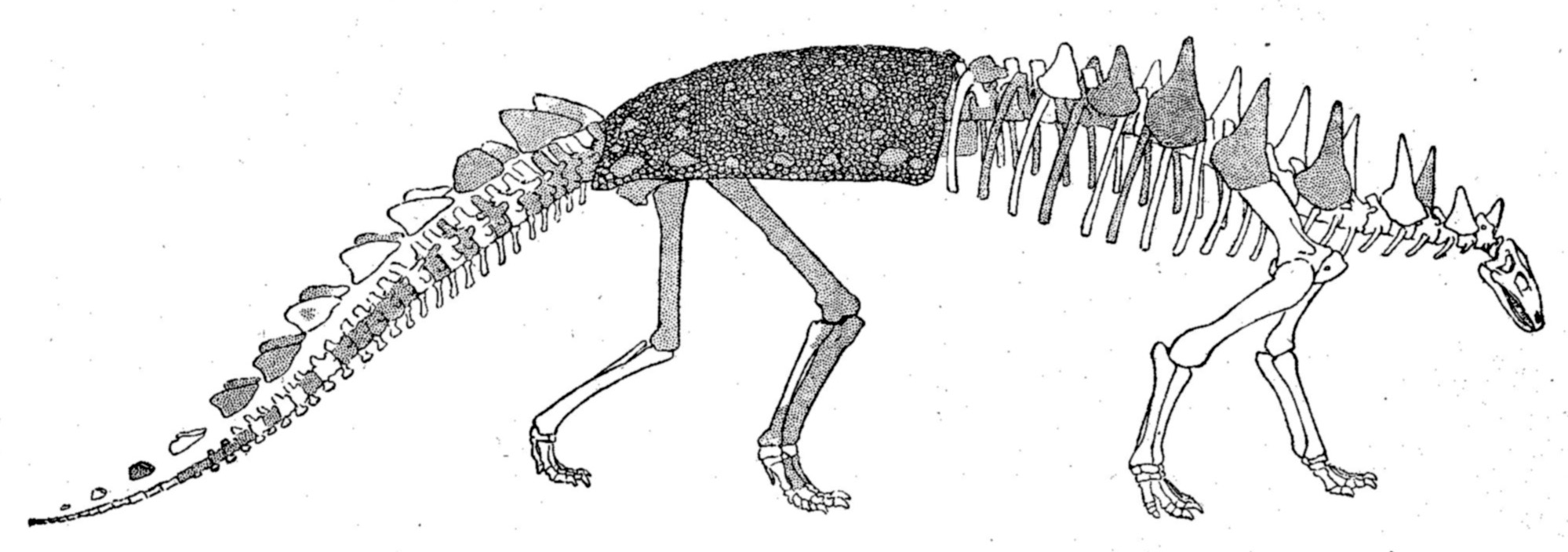
Ricostruzione storica dello scheletro di P. foxii, di Franz Nopcsa von Felső-Szilvás

I primi resti fossili di Polacanthus foxii vennero scoperti dal reverendo William Fox sull'Isola di Wight, nel 1865, a Barnes sulla costa sud-occidentale. Fox inizialmente pensò di far nominare il nuovo dinosauro dal suo amico Alfred Tennyson, il quale propose il nome Euacanthus vectianus, ma questo nome fu infine respinto. Sempre nel 1865, Fox annunciò la scoperta durante una conferenza presso la British Association, e l'esemplare venne successivamente nominato Polacanthus foxii da Richard Owen, aggirando così la convenzione secondo cui un autore non può nominare un taxon in proprio onore. Il testo della conferenza fu in seguito in parte riprodotto da lui stesso in un articolo anonimo su The Illustrated London News. Questa procedura causò una certa confusione, poiché non esiste alcuna pubblicazione del 1865 corrispondente attribuibile direttamente a Owen. Alcuni, quindi, sostennero che Thomas Huxley, nel 1867, fosse l'autore del nome, mentre altri indicavano Fox, Owen o «Anonimo» come autore della denominazione. Il nome generico deriva dal greco antico πολύς (polys), ossia «molte», e ἄκανθα (akantha), cioè «punte» o «spine», in riferimento alle numerose spine dell'armatura dell'animale. Il nome specifico, foxii, onora William Fox per commemorare la sua scoperta.

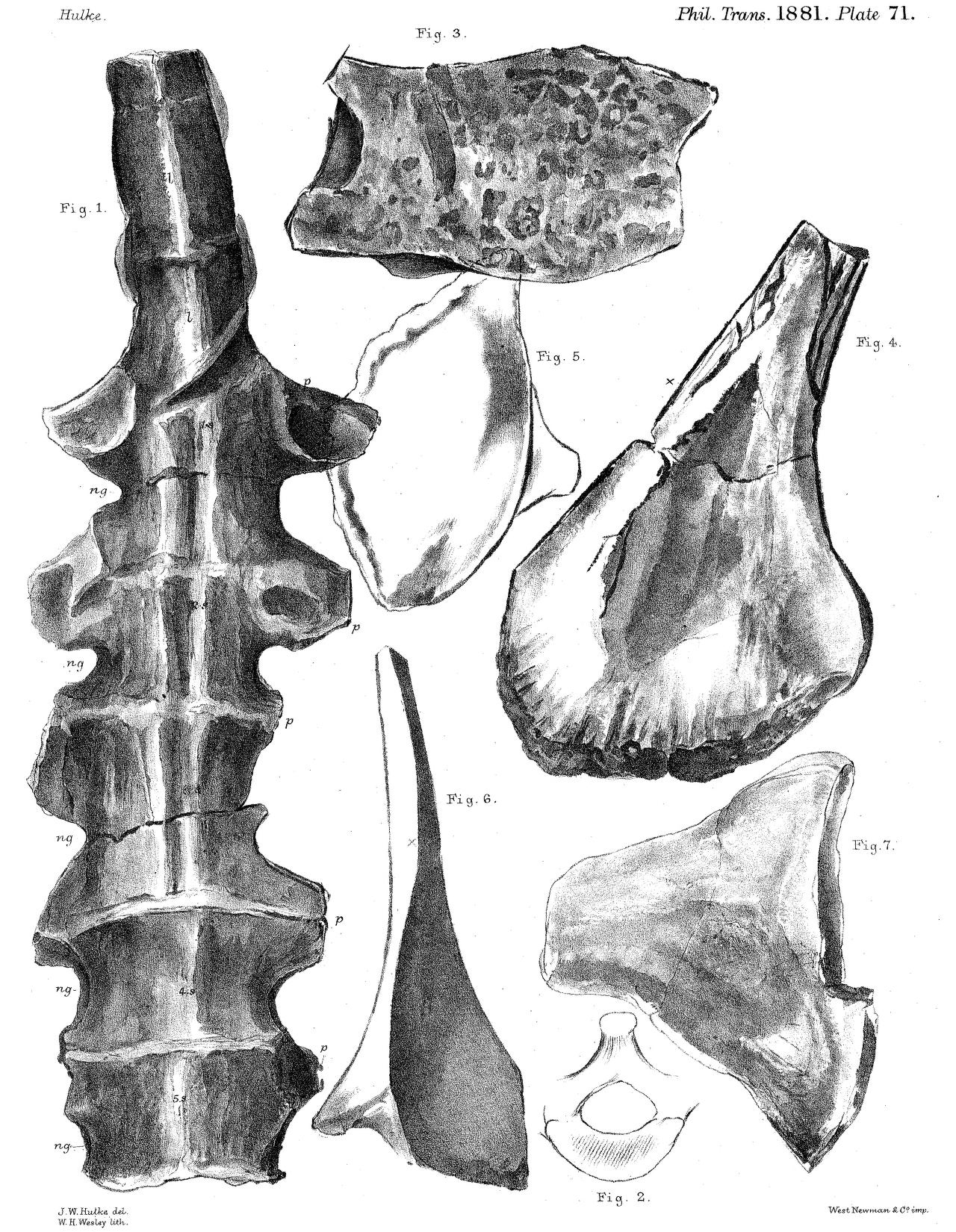
Illustrazione dei fossili, di Hulke (1881)

L'olotipo, BMNH R175, fu ritrovato in uno strato superiore della Formazione Wessex risalente al Barremiano. Esso consiste in uno scheletro incompleto privo della testa, del collo, dell'armatura anteriore e degli arti anteriori, ma comprendente alcune vertebre dorsali, il sacro, la maggior parte del bacino, gran parte dell'arto posteriore sinistro, il femore destro, ventidue vertebre caudali, costole, chevron, tendini ossificati, uno scudo pelvico, ventidue spine e numerosi osteodermi. Lo scheletro fu studiato nel 1881 da John Whitaker Hulke, quando il fossile era ancora in possesso di Fox. Hulke pubblicò la prima descrizione dettagliata del ritrovamento, notando che l'esemplare era stato gravemente deteriorato dal tempo e che l'armatura dermica si era quasi completamente distrutta. Quello stesso anno, Fox morì e la sua collezione fu acquisita dal British Museum of Natural History, inclusi i resti di Polacanthus. Il fossile venne poi riassemblato dal preparatore Caleb Barlow, che ricompose meticolosamente tutti i pezzi con l'ausilio del balsamo del Canada, suscitando lo stupore di Hulke, che nel 1881 aveva giudicato quell'impresa senza speranza. Ciò permise a Hulke di ridescrivere l'esemplare nel 1887, prestando particolare attenzione alla disposizione dell'armatura. Nel 1905, l'esemplare fu nuovamente descritto da Franz Nopcsa, che per la prima volta fornì un'illustrazione della possibile configurazione delle spine e degli osteodermi. Successivamente, l'esemplare fu conservato nel seminterrato del museo.

### Ulteriori esemplari

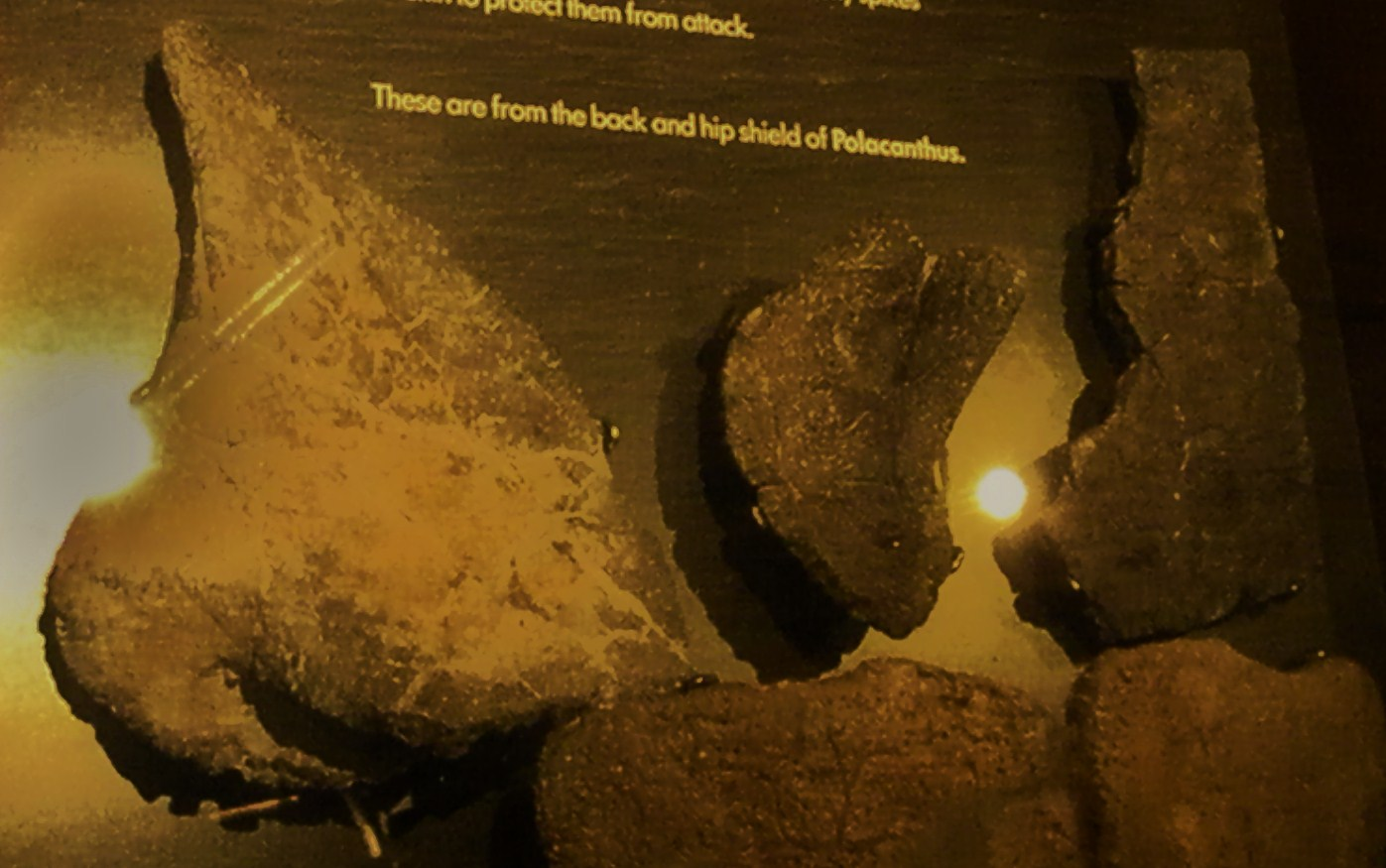
Materiale fossile al Museo di Storia Naturale, Londra

Da allora, numerosi altri resti provenienti dall'Isola di Wight e dal resto della Gran Bretagna sono stati attribuiti a Polacanthus. Si tratta principalmente di ossa isolate o elementi dell'armatura. Alcuni esemplari scoperti prima dell'olotipo furono, a più riprese, considerati riferibili a Polacanthus. Nel 1843 John Edward Lee segnalò la scoperta sull'Isola di Wight di tre esemplari, costituiti soltanto da frammenti di armatura. Questi reperti andarono però perduti ancor prima che ne venisse pubblicata la descrizione. Nel 1859 il geologo Ernest P. Wilkins menzionò la presenza, nella propria collezione, di numerosi scudi, spine e vertebre da Wight, da lui riferiti a Hylaeosaurus. Dopo la sua morte, la collezione venne spostata più volte e questi pezzi andarono anch'essi perduti.
Un secondo scheletro parziale, da cui alcuni elementi erano stati rimossi già dal 1876, fu identificato e completamente scavato dal dottor William T. Blows nel 1979; l'esemplare è conservato presso il Museo di Storia Naturale di Londra con il numero di catalogo NHMUK R9293. Si tratta del primo esemplare a mostrare elementi del cranio, vertebre cervicali e un'armatura anteriore inequivocabile. Più controversi sono i reperti provenienti dall'Inghilterra continentale. Nel 2014 fu segnalato uno scheletro parziale a Bexhill, nel Sussex: l'esemplare BEXHM 1999.34.1-2011.23.1, scoperto all'inizio dell'estate del 1998 da David Brockhurst nella cava di Ashdown Pevensey, risalente al Valanginiano. Nel 1999, 2007 e 2011, resti provenienti dalla Spagna sono stati attribuiti a Polacanthus.
Tuttavia, una revisione del 2020 dei fossili degli ankylosauri britannici ha concluso che nessuno di questi esemplari aggiuntivi può essere riferito con sicurezza a Polacanthus, che sarebbe dunque rappresentato con certezza solo dall'olotipo.

## Classificazione

### Specie

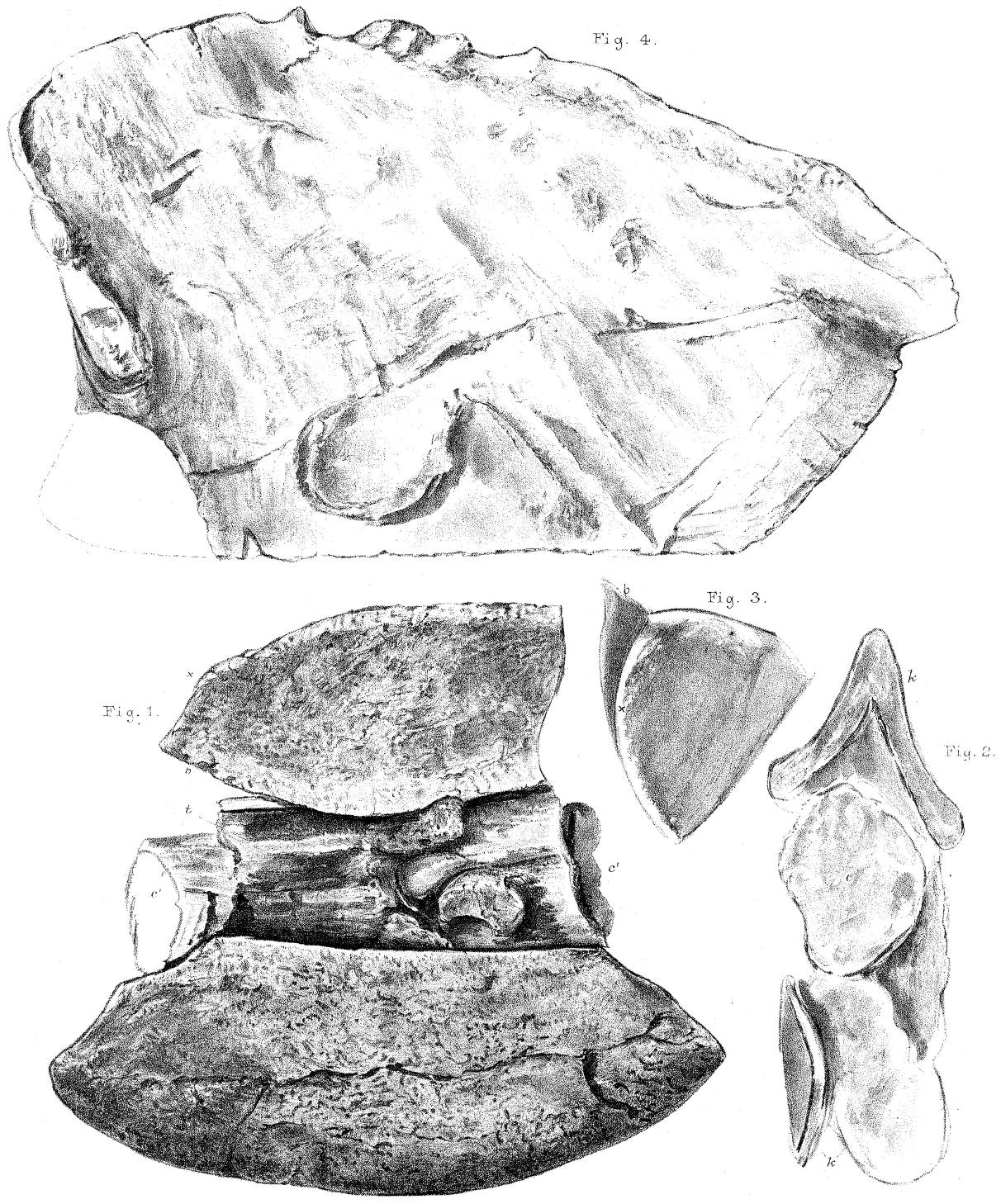
Coda, centro, e frammenti di scuti

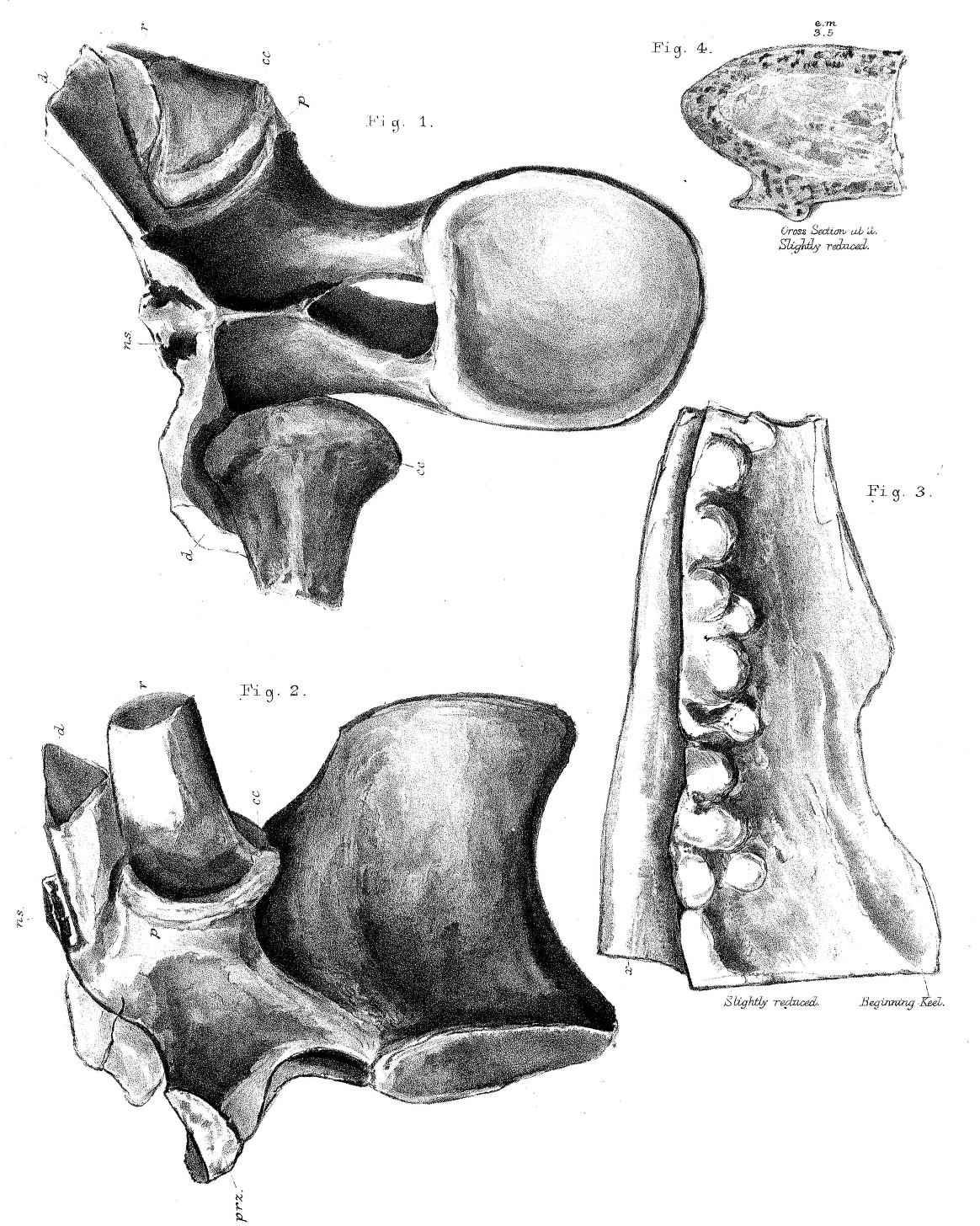
Vertebra e scuti

Polacanthus è noto con certezza solo grazie al suo esemplare olotipo, che rappresenta la specie P. foxii. Tuttavia, in passato numerose altre specie sono state erroneamente assegnate al genere Polacanthus.
Nel 1924 Edwin Hennig nominò una nuova specie, Polacanthus becklesi, il cui nome specifico fu attribuito in onore del collezionista Samuel Beckles; la specie si basava sull'esemplare BMNH R1926, un pezzo di ileo associato a osteodermi, rinvenuto a Wight nel XIX secolo. Oggi questa specie è considerata un sinonimo junior di P. foxii. Inizialmente si riteneva che rappresentasse una specie distinta, poiché l'armatura appariva più liscia, ma questa caratteristica è probabilmente dovuta all'erosione provocata dall'acqua sul fossile.
Nel 1987 William T. Blows sostenne che l'americano Hoplitosaurus fosse in realtà una specie di Polacanthus, rinominandolo Polacanthus marshi. Sebbene questa teoria abbia guadagnato una certa popolarità nei primi anni Novanta, oggi è generalmente respinta.
Nel 1996 fu nominata una nuova specie, Polacanthus rudgwickensis, sempre da Blows, a seguito di una revisione di materiali fossili rinvenuti nel 1985 e originariamente attribuiti a Iguanodon, esposti all'Harham Museum nel Sussex. L'olotipo di questa specie, HORSM 1988.1546, è frammentario e comprende diverse vertebre incomplete, uno scapolocoracoide parziale, l'estremità distale di un omero, una tibia destra quasi completa, frammenti di costole e due osteodermi. P. rudgwickensis sembrava essere stato circa il 30% più lungo della specie tipo P. foxii, e differiva da essa per varie caratteristiche delle vertebre e dell'armatura dermica. La specie prende il nome dal villaggio di Rudgwick, nel West Sussex, e fu scoperta nella cava della Rudgwick Brickworks Company, nei livelli di marna grigio-verde della Formazione Wessex, risalenti al Barremiano, circa 124-132 milioni di anni fa. Tuttavia, nel 2015, Blows attribuì questo esemplare a un nuovo genere, Horshamosaurus.
Nel 1971 Polacanthus foxii fu ribattezzato da Walter Coombs come Hylaeosaurus foxi, ma questa proposta non fu accolta dalla comunità scientifica. Inoltre, è stato suggerito che Polacanthus potesse essere sinonimo di Hylaeosaurus armatus, ma questa ipotesi è stata respinta da Blows nel 1987, a causa delle differenze di età e di anatomia. Una possibile identità resta difficile da provare o confutare, poiché esistono pochi elementi sovrapponibili nei rispettivi olotipi.
Nel 1928 Nopcsa nominò un nuovo genere e specie, Polacanthoides ponderosus, basato su una serie di sintipi: BMNH 2584, una scapola sinistra rinvenuta a Bolney e riferita nel 1841 da Gideon Mantell a Hylaeosaurus; e BMNH R1106 e R1107, una tibia e un omero. Questo nuovo taxon si è rivelato molto problematico. Contrariamente a quanto ipotizzato da Nopcsa, la tibia e l'omero non sono stati rinvenuti a Bolney, ma a Wight. Ciò rende Polacanthoides una possibile chimera, soprattutto considerando che la loro provenienza da Wight suggerisce che potessero appartenere a Polacanthus. Inoltre, gli esemplari di Wight non sono le ossa originali, ormai perdute, ma solo calchi, che al massimo avrebbero potuto essere utilizzati come plastotipi. La scapola appartiene a un thyreophoro indeterminato.
Nel 1982 Justin Delair nominò il genere Vectensia, senza tuttavia fornire un nome specifico, basandosi sull'esemplare GH 981.45, una piastra d'armatura. Come l'olotipo di Polacanthus, fu rinvenuta a Barnes High, ma presumibilmente in uno strato più antico della Formazione Wessex. Blows, nel 1987, attribuì provvisoriamente il materiale a Polacanthus.

### Filogenesi
Fox, nel 1865, assegnò Polacanthus ai Dinosauria, mentre Huxley nel 1870 e Hulke nel 1881 lo inclusero negli Scelidosauridae. All'epoca le sue affinità non erano ancora ben comprese, finché nel 1978 Coombs inserì l'animale nella famiglia Nodosauridae, all'interno di una più ampia Ankylosauria. Nel 1996 Kenneth Carpenter classificò ulteriormente l'animale nella sottofamiglia Polacanthinae. Un'ipotesi alternativa, proposta per la prima volta da Tracy Lee Ford nel 2000, suggeriva l'esistenza di un clade Polacanthidae, posto alla base di Nodosauridae + Ankylosauridae.
Un'analisi più convenzionale del 2012, in cui Polacanthos foxii e P. rudgwickensis non risultano sister taxa, è riassunta nel seguente cladogramma:
|  | Mymoorapelta                                                  |
|  |                                                               |
|  | \| \| Hylaeosaurus \| \| \| \| \| \| Anoplosaurus \| \| \| \| |
|  |                                                               |
|  | Hylaeosaurus                                                  |
|  |                                                               |
|  | Anoplosaurus                                                  |
|  |                                                               |

|  | Hylaeosaurus |
|  |              |
|  | Anoplosaurus |
|  |              |

|  | Gastonia                                                     |
|  |                                                              |
|  | \| \| Peloroplites \| \| \| \| \| \| Polacanthus \| \| \| \| |
|  |                                                              |
|  | Peloroplites                                                 |
|  |                                                              |
|  | Polacanthus                                                  |
|  |                                                              |

|  | Peloroplites |
|  |              |
|  | Polacanthus  |
|  |              |

|  | Gastonia                                                     |
|  |                                                              |
|  | \| \| Peloroplites \| \| \| \| \| \| Polacanthus \| \| \| \| |
|  |                                                              |
|  | Peloroplites                                                 |
|  |                                                              |
|  | Polacanthus                                                  |
|  |                                                              |

|  | Peloroplites |
|  |              |
|  | Polacanthus  |
|  |              |

|  | Struthiosaurus  |
|  |                 |
|  | Zhejiangosaurus |
|  |                 |

|  | Niobrarasaurus                                               |
|  |                                                              |
|  | Nodosaurus                                                   |
|  |                                                              |
|  | Pawpawsaurus                                                 |
|  |                                                              |
|  | Sauropelta                                                   |
|  |                                                              |
|  | Silvisaurus                                                  |
|  |                                                              |
|  | Stegopelta                                                   |
|  |                                                              |
|  | Texasetes                                                    |
|  |                                                              |
|  | \| \| Edmontonia \| \| \| \| \| \| Panoplosaurus \| \| \| \| |
|  |                                                              |
|  | Edmontonia                                                   |
|  |                                                              |
|  | Panoplosaurus                                                |
|  |                                                              |

|  | Edmontonia    |
|  |               |
|  | Panoplosaurus |
|  |               |

|  | Niobrarasaurus                                               |
|  |                                                              |
|  | Nodosaurus                                                   |
|  |                                                              |
|  | Pawpawsaurus                                                 |
|  |                                                              |
|  | Sauropelta                                                   |
|  |                                                              |
|  | Silvisaurus                                                  |
|  |                                                              |
|  | Stegopelta                                                   |
|  |                                                              |
|  | Texasetes                                                    |
|  |                                                              |
|  | \| \| Edmontonia \| \| \| \| \| \| Panoplosaurus \| \| \| \| |
|  |                                                              |
|  | Edmontonia                                                   |
|  |                                                              |
|  | Panoplosaurus                                                |
|  |                                                              |

|  | Edmontonia    |
|  |               |
|  | Panoplosaurus |
|  |               |

|  | Niobrarasaurus                                               |
|  |                                                              |
|  | Nodosaurus                                                   |
|  |                                                              |
|  | Pawpawsaurus                                                 |
|  |                                                              |
|  | Sauropelta                                                   |
|  |                                                              |
|  | Silvisaurus                                                  |
|  |                                                              |
|  | Stegopelta                                                   |
|  |                                                              |
|  | Texasetes                                                    |
|  |                                                              |
|  | \| \| Edmontonia \| \| \| \| \| \| Panoplosaurus \| \| \| \| |
|  |                                                              |
|  | Edmontonia                                                   |
|  |                                                              |
|  | Panoplosaurus                                                |
|  |                                                              |

|  | Edmontonia    |
|  |               |
|  | Panoplosaurus |
|  |               |

|  | Niobrarasaurus                                               |
|  |                                                              |
|  | Nodosaurus                                                   |
|  |                                                              |
|  | Pawpawsaurus                                                 |
|  |                                                              |
|  | Sauropelta                                                   |
|  |                                                              |
|  | Silvisaurus                                                  |
|  |                                                              |
|  | Stegopelta                                                   |
|  |                                                              |
|  | Texasetes                                                    |
|  |                                                              |
|  | \| \| Edmontonia \| \| \| \| \| \| Panoplosaurus \| \| \| \| |
|  |                                                              |
|  | Edmontonia                                                   |
|  |                                                              |
|  | Panoplosaurus                                                |
|  |                                                              |

|  | Edmontonia    |
|  |               |
|  | Panoplosaurus |
|  |               |

|  | Struthiosaurus  |
|  |                 |
|  | Zhejiangosaurus |
|  |                 |

|  | Niobrarasaurus                                               |
|  |                                                              |
|  | Nodosaurus                                                   |
|  |                                                              |
|  | Pawpawsaurus                                                 |
|  |                                                              |
|  | Sauropelta                                                   |
|  |                                                              |
|  | Silvisaurus                                                  |
|  |                                                              |
|  | Stegopelta                                                   |
|  |                                                              |
|  | Texasetes                                                    |
|  |                                                              |
|  | \| \| Edmontonia \| \| \| \| \| \| Panoplosaurus \| \| \| \| |
|  |                                                              |
|  | Edmontonia                                                   |
|  |                                                              |
|  | Panoplosaurus                                                |
|  |                                                              |

|  | Edmontonia    |
|  |               |
|  | Panoplosaurus |
|  |               |

|  | Niobrarasaurus                                               |
|  |                                                              |
|  | Nodosaurus                                                   |
|  |                                                              |
|  | Pawpawsaurus                                                 |
|  |                                                              |
|  | Sauropelta                                                   |
|  |                                                              |
|  | Silvisaurus                                                  |
|  |                                                              |
|  | Stegopelta                                                   |
|  |                                                              |
|  | Texasetes                                                    |
|  |                                                              |
|  | \| \| Edmontonia \| \| \| \| \| \| Panoplosaurus \| \| \| \| |
|  |                                                              |
|  | Edmontonia                                                   |
|  |                                                              |
|  | Panoplosaurus                                                |
|  |                                                              |

|  | Edmontonia    |
|  |               |
|  | Panoplosaurus |
|  |               |

|  | Niobrarasaurus                                               |
|  |                                                              |
|  | Nodosaurus                                                   |
|  |                                                              |
|  | Pawpawsaurus                                                 |
|  |                                                              |
|  | Sauropelta                                                   |
|  |                                                              |
|  | Silvisaurus                                                  |
|  |                                                              |
|  | Stegopelta                                                   |
|  |                                                              |
|  | Texasetes                                                    |
|  |                                                              |
|  | \| \| Edmontonia \| \| \| \| \| \| Panoplosaurus \| \| \| \| |
|  |                                                              |
|  | Edmontonia                                                   |
|  |                                                              |
|  | Panoplosaurus                                                |
|  |                                                              |

|  | Edmontonia    |
|  |               |
|  | Panoplosaurus |
|  |               |

|  | Niobrarasaurus                                               |
|  |                                                              |
|  | Nodosaurus                                                   |
|  |                                                              |
|  | Pawpawsaurus                                                 |
|  |                                                              |
|  | Sauropelta                                                   |
|  |                                                              |
|  | Silvisaurus                                                  |
|  |                                                              |
|  | Stegopelta                                                   |
|  |                                                              |
|  | Texasetes                                                    |
|  |                                                              |
|  | \| \| Edmontonia \| \| \| \| \| \| Panoplosaurus \| \| \| \| |
|  |                                                              |
|  | Edmontonia                                                   |
|  |                                                              |
|  | Panoplosaurus                                                |
|  |                                                              |

|  | Edmontonia    |
|  |               |
|  | Panoplosaurus |
|  |               |

|  | Gastonia                                                     |
|  |                                                              |
|  | \| \| Peloroplites \| \| \| \| \| \| Polacanthus \| \| \| \| |
|  |                                                              |
|  | Peloroplites                                                 |
|  |                                                              |
|  | Polacanthus                                                  |
|  |                                                              |

|  | Peloroplites |
|  |              |
|  | Polacanthus  |
|  |              |

|  | Gastonia                                                     |
|  |                                                              |
|  | \| \| Peloroplites \| \| \| \| \| \| Polacanthus \| \| \| \| |
|  |                                                              |
|  | Peloroplites                                                 |
|  |                                                              |
|  | Polacanthus                                                  |
|  |                                                              |

|  | Peloroplites |
|  |              |
|  | Polacanthus  |
|  |              |

|  | Struthiosaurus  |
|  |                 |
|  | Zhejiangosaurus |
|  |                 |

|  | Niobrarasaurus                                               |
|  |                                                              |
|  | Nodosaurus                                                   |
|  |                                                              |
|  | Pawpawsaurus                                                 |
|  |                                                              |
|  | Sauropelta                                                   |
|  |                                                              |
|  | Silvisaurus                                                  |
|  |                                                              |
|  | Stegopelta                                                   |
|  |                                                              |
|  | Texasetes                                                    |
|  |                                                              |
|  | \| \| Edmontonia \| \| \| \| \| \| Panoplosaurus \| \| \| \| |
|  |                                                              |
|  | Edmontonia                                                   |
|  |                                                              |
|  | Panoplosaurus                                                |
|  |                                                              |

|  | Edmontonia    |
|  |               |
|  | Panoplosaurus |
|  |               |

|  | Niobrarasaurus                                               |
|  |                                                              |
|  | Nodosaurus                                                   |
|  |                                                              |
|  | Pawpawsaurus                                                 |
|  |                                                              |
|  | Sauropelta                                                   |
|  |                                                              |
|  | Silvisaurus                                                  |
|  |                                                              |
|  | Stegopelta                                                   |
|  |                                                              |
|  | Texasetes                                                    |
|  |                                                              |
|  | \| \| Edmontonia \| \| \| \| \| \| Panoplosaurus \| \| \| \| |
|  |                                                              |
|  | Edmontonia                                                   |
|  |                                                              |
|  | Panoplosaurus                                                |
|  |                                                              |

|  | Edmontonia    |
|  |               |
|  | Panoplosaurus |
|  |               |

|  | Niobrarasaurus                                               |
|  |                                                              |
|  | Nodosaurus                                                   |
|  |                                                              |
|  | Pawpawsaurus                                                 |
|  |                                                              |
|  | Sauropelta                                                   |
|  |                                                              |
|  | Silvisaurus                                                  |
|  |                                                              |
|  | Stegopelta                                                   |
|  |                                                              |
|  | Texasetes                                                    |
|  |                                                              |
|  | \| \| Edmontonia \| \| \| \| \| \| Panoplosaurus \| \| \| \| |
|  |                                                              |
|  | Edmontonia                                                   |
|  |                                                              |
|  | Panoplosaurus                                                |
|  |                                                              |

|  | Edmontonia    |
|  |               |
|  | Panoplosaurus |
|  |               |

|  | Niobrarasaurus                                               |
|  |                                                              |
|  | Nodosaurus                                                   |
|  |                                                              |
|  | Pawpawsaurus                                                 |
|  |                                                              |
|  | Sauropelta                                                   |
|  |                                                              |
|  | Silvisaurus                                                  |
|  |                                                              |
|  | Stegopelta                                                   |
|  |                                                              |
|  | Texasetes                                                    |
|  |                                                              |
|  | \| \| Edmontonia \| \| \| \| \| \| Panoplosaurus \| \| \| \| |
|  |                                                              |
|  | Edmontonia                                                   |
|  |                                                              |
|  | Panoplosaurus                                                |
|  |                                                              |

|  | Edmontonia    |
|  |               |
|  | Panoplosaurus |
|  |               |

|  | Struthiosaurus  |
|  |                 |
|  | Zhejiangosaurus |
|  |                 |

|  | Niobrarasaurus                                               |
|  |                                                              |
|  | Nodosaurus                                                   |
|  |                                                              |
|  | Pawpawsaurus                                                 |
|  |                                                              |
|  | Sauropelta                                                   |
|  |                                                              |
|  | Silvisaurus                                                  |
|  |                                                              |
|  | Stegopelta                                                   |
|  |                                                              |
|  | Texasetes                                                    |
|  |                                                              |
|  | \| \| Edmontonia \| \| \| \| \| \| Panoplosaurus \| \| \| \| |
|  |                                                              |
|  | Edmontonia                                                   |
|  |                                                              |
|  | Panoplosaurus                                                |
|  |                                                              |

|  | Edmontonia    |
|  |               |
|  | Panoplosaurus |
|  |               |

|  | Niobrarasaurus                                               |
|  |                                                              |
|  | Nodosaurus                                                   |
|  |                                                              |
|  | Pawpawsaurus                                                 |
|  |                                                              |
|  | Sauropelta                                                   |
|  |                                                              |
|  | Silvisaurus                                                  |
|  |                                                              |
|  | Stegopelta                                                   |
|  |                                                              |
|  | Texasetes                                                    |
|  |                                                              |
|  | \| \| Edmontonia \| \| \| \| \| \| Panoplosaurus \| \| \| \| |
|  |                                                              |
|  | Edmontonia                                                   |
|  |                                                              |
|  | Panoplosaurus                                                |
|  |                                                              |

|  | Edmontonia    |
|  |               |
|  | Panoplosaurus |
|  |               |

|  | Niobrarasaurus                                               |
|  |                                                              |
|  | Nodosaurus                                                   |
|  |                                                              |
|  | Pawpawsaurus                                                 |
|  |                                                              |
|  | Sauropelta                                                   |
|  |                                                              |
|  | Silvisaurus                                                  |
|  |                                                              |
|  | Stegopelta                                                   |
|  |                                                              |
|  | Texasetes                                                    |
|  |                                                              |
|  | \| \| Edmontonia \| \| \| \| \| \| Panoplosaurus \| \| \| \| |
|  |                                                              |
|  | Edmontonia                                                   |
|  |                                                              |
|  | Panoplosaurus                                                |
|  |                                                              |

|  | Edmontonia    |
|  |               |
|  | Panoplosaurus |
|  |               |

|  | Niobrarasaurus                                               |
|  |                                                              |
|  | Nodosaurus                                                   |
|  |                                                              |
|  | Pawpawsaurus                                                 |
|  |                                                              |
|  | Sauropelta                                                   |
|  |                                                              |
|  | Silvisaurus                                                  |
|  |                                                              |
|  | Stegopelta                                                   |
|  |                                                              |
|  | Texasetes                                                    |
|  |                                                              |
|  | \| \| Edmontonia \| \| \| \| \| \| Panoplosaurus \| \| \| \| |
|  |                                                              |
|  | Edmontonia                                                   |
|  |                                                              |
|  | Panoplosaurus                                                |
|  |                                                              |

|  | Edmontonia    |
|  |               |
|  | Panoplosaurus |
|  |               |

|  | Mymoorapelta                                                  |
|  |                                                               |
|  | \| \| Hylaeosaurus \| \| \| \| \| \| Anoplosaurus \| \| \| \| |
|  |                                                               |
|  | Hylaeosaurus                                                  |
|  |                                                               |
|  | Anoplosaurus                                                  |
|  |                                                               |

|  | Hylaeosaurus |
|  |              |
|  | Anoplosaurus |
|  |              |

|  | Gastonia                                                     |
|  |                                                              |
|  | \| \| Peloroplites \| \| \| \| \| \| Polacanthus \| \| \| \| |
|  |                                                              |
|  | Peloroplites                                                 |
|  |                                                              |
|  | Polacanthus                                                  |
|  |                                                              |

|  | Peloroplites |
|  |              |
|  | Polacanthus  |
|  |              |

|  | Gastonia                                                     |
|  |                                                              |
|  | \| \| Peloroplites \| \| \| \| \| \| Polacanthus \| \| \| \| |
|  |                                                              |
|  | Peloroplites                                                 |
|  |                                                              |
|  | Polacanthus                                                  |
|  |                                                              |

|  | Peloroplites |
|  |              |
|  | Polacanthus  |
|  |              |

|  | Struthiosaurus  |
|  |                 |
|  | Zhejiangosaurus |
|  |                 |

|  | Niobrarasaurus                                               |
|  |                                                              |
|  | Nodosaurus                                                   |
|  |                                                              |
|  | Pawpawsaurus                                                 |
|  |                                                              |
|  | Sauropelta                                                   |
|  |                                                              |
|  | Silvisaurus                                                  |
|  |                                                              |
|  | Stegopelta                                                   |
|  |                                                              |
|  | Texasetes                                                    |
|  |                                                              |
|  | \| \| Edmontonia \| \| \| \| \| \| Panoplosaurus \| \| \| \| |
|  |                                                              |
|  | Edmontonia                                                   |
|  |                                                              |
|  | Panoplosaurus                                                |
|  |                                                              |

|  | Edmontonia    |
|  |               |
|  | Panoplosaurus |
|  |               |

|  | Niobrarasaurus                                               |
|  |                                                              |
|  | Nodosaurus                                                   |
|  |                                                              |
|  | Pawpawsaurus                                                 |
|  |                                                              |
|  | Sauropelta                                                   |
|  |                                                              |
|  | Silvisaurus                                                  |
|  |                                                              |
|  | Stegopelta                                                   |
|  |                                                              |
|  | Texasetes                                                    |
|  |                                                              |
|  | \| \| Edmontonia \| \| \| \| \| \| Panoplosaurus \| \| \| \| |
|  |                                                              |
|  | Edmontonia                                                   |
|  |                                                              |
|  | Panoplosaurus                                                |
|  |                                                              |

|  | Edmontonia    |
|  |               |
|  | Panoplosaurus |
|  |               |

|  | Niobrarasaurus                                               |
|  |                                                              |
|  | Nodosaurus                                                   |
|  |                                                              |
|  | Pawpawsaurus                                                 |
|  |                                                              |
|  | Sauropelta                                                   |
|  |                                                              |
|  | Silvisaurus                                                  |
|  |                                                              |
|  | Stegopelta                                                   |
|  |                                                              |
|  | Texasetes                                                    |
|  |                                                              |
|  | \| \| Edmontonia \| \| \| \| \| \| Panoplosaurus \| \| \| \| |
|  |                                                              |
|  | Edmontonia                                                   |
|  |                                                              |
|  | Panoplosaurus                                                |
|  |                                                              |

|  | Edmontonia    |
|  |               |
|  | Panoplosaurus |
|  |               |

|  | Niobrarasaurus                                               |
|  |                                                              |
|  | Nodosaurus                                                   |
|  |                                                              |
|  | Pawpawsaurus                                                 |
|  |                                                              |
|  | Sauropelta                                                   |
|  |                                                              |
|  | Silvisaurus                                                  |
|  |                                                              |
|  | Stegopelta                                                   |
|  |                                                              |
|  | Texasetes                                                    |
|  |                                                              |
|  | \| \| Edmontonia \| \| \| \| \| \| Panoplosaurus \| \| \| \| |
|  |                                                              |
|  | Edmontonia                                                   |
|  |                                                              |
|  | Panoplosaurus                                                |
|  |                                                              |

|  | Edmontonia    |
|  |               |
|  | Panoplosaurus |
|  |               |

|  | Struthiosaurus  |
|  |                 |
|  | Zhejiangosaurus |
|  |                 |

|  | Niobrarasaurus                                               |
|  |                                                              |
|  | Nodosaurus                                                   |
|  |                                                              |
|  | Pawpawsaurus                                                 |
|  |                                                              |
|  | Sauropelta                                                   |
|  |                                                              |
|  | Silvisaurus                                                  |
|  |                                                              |
|  | Stegopelta                                                   |
|  |                                                              |
|  | Texasetes                                                    |
|  |                                                              |
|  | \| \| Edmontonia \| \| \| \| \| \| Panoplosaurus \| \| \| \| |
|  |                                                              |
|  | Edmontonia                                                   |
|  |                                                              |
|  | Panoplosaurus                                                |
|  |                                                              |

|  | Edmontonia    |
|  |               |
|  | Panoplosaurus |
|  |               |

|  | Niobrarasaurus                                               |
|  |                                                              |
|  | Nodosaurus                                                   |
|  |                                                              |
|  | Pawpawsaurus                                                 |
|  |                                                              |
|  | Sauropelta                                                   |
|  |                                                              |
|  | Silvisaurus                                                  |
|  |                                                              |
|  | Stegopelta                                                   |
|  |                                                              |
|  | Texasetes                                                    |
|  |                                                              |
|  | \| \| Edmontonia \| \| \| \| \| \| Panoplosaurus \| \| \| \| |
|  |                                                              |
|  | Edmontonia                                                   |
|  |                                                              |
|  | Panoplosaurus                                                |
|  |                                                              |

|  | Edmontonia    |
|  |               |
|  | Panoplosaurus |
|  |               |

|  | Niobrarasaurus                                               |
|  |                                                              |
|  | Nodosaurus                                                   |
|  |                                                              |
|  | Pawpawsaurus                                                 |
|  |                                                              |
|  | Sauropelta                                                   |
|  |                                                              |
|  | Silvisaurus                                                  |
|  |                                                              |
|  | Stegopelta                                                   |
|  |                                                              |
|  | Texasetes                                                    |
|  |                                                              |
|  | \| \| Edmontonia \| \| \| \| \| \| Panoplosaurus \| \| \| \| |
|  |                                                              |
|  | Edmontonia                                                   |
|  |                                                              |
|  | Panoplosaurus                                                |
|  |                                                              |

|  | Edmontonia    |
|  |               |
|  | Panoplosaurus |
|  |               |

|  | Niobrarasaurus                                               |
|  |                                                              |
|  | Nodosaurus                                                   |
|  |                                                              |
|  | Pawpawsaurus                                                 |
|  |                                                              |
|  | Sauropelta                                                   |
|  |                                                              |
|  | Silvisaurus                                                  |
|  |                                                              |
|  | Stegopelta                                                   |
|  |                                                              |
|  | Texasetes                                                    |
|  |                                                              |
|  | \| \| Edmontonia \| \| \| \| \| \| Panoplosaurus \| \| \| \| |
|  |                                                              |
|  | Edmontonia                                                   |
|  |                                                              |
|  | Panoplosaurus                                                |
|  |                                                              |

|  | Edmontonia    |
|  |               |
|  | Panoplosaurus |
|  |               |

|  | Gastonia                                                     |
|  |                                                              |
|  | \| \| Peloroplites \| \| \| \| \| \| Polacanthus \| \| \| \| |
|  |                                                              |
|  | Peloroplites                                                 |
|  |                                                              |
|  | Polacanthus                                                  |
|  |                                                              |

|  | Peloroplites |
|  |              |
|  | Polacanthus  |
|  |              |

|  | Gastonia                                                     |
|  |                                                              |
|  | \| \| Peloroplites \| \| \| \| \| \| Polacanthus \| \| \| \| |
|  |                                                              |
|  | Peloroplites                                                 |
|  |                                                              |
|  | Polacanthus                                                  |
|  |                                                              |

|  | Peloroplites |
|  |              |
|  | Polacanthus  |
|  |              |

|  | Struthiosaurus  |
|  |                 |
|  | Zhejiangosaurus |
|  |                 |

|  | Niobrarasaurus                                               |
|  |                                                              |
|  | Nodosaurus                                                   |
|  |                                                              |
|  | Pawpawsaurus                                                 |
|  |                                                              |
|  | Sauropelta                                                   |
|  |                                                              |
|  | Silvisaurus                                                  |
|  |                                                              |
|  | Stegopelta                                                   |
|  |                                                              |
|  | Texasetes                                                    |
|  |                                                              |
|  | \| \| Edmontonia \| \| \| \| \| \| Panoplosaurus \| \| \| \| |
|  |                                                              |
|  | Edmontonia                                                   |
|  |                                                              |
|  | Panoplosaurus                                                |
|  |                                                              |

|  | Edmontonia    |
|  |               |
|  | Panoplosaurus |
|  |               |

|  | Niobrarasaurus                                               |
|  |                                                              |
|  | Nodosaurus                                                   |
|  |                                                              |
|  | Pawpawsaurus                                                 |
|  |                                                              |
|  | Sauropelta                                                   |
|  |                                                              |
|  | Silvisaurus                                                  |
|  |                                                              |
|  | Stegopelta                                                   |
|  |                                                              |
|  | Texasetes                                                    |
|  |                                                              |
|  | \| \| Edmontonia \| \| \| \| \| \| Panoplosaurus \| \| \| \| |
|  |                                                              |
|  | Edmontonia                                                   |
|  |                                                              |
|  | Panoplosaurus                                                |
|  |                                                              |

|  | Edmontonia    |
|  |               |
|  | Panoplosaurus |
|  |               |

|  | Niobrarasaurus                                               |
|  |                                                              |
|  | Nodosaurus                                                   |
|  |                                                              |
|  | Pawpawsaurus                                                 |
|  |                                                              |
|  | Sauropelta                                                   |
|  |                                                              |
|  | Silvisaurus                                                  |
|  |                                                              |
|  | Stegopelta                                                   |
|  |                                                              |
|  | Texasetes                                                    |
|  |                                                              |
|  | \| \| Edmontonia \| \| \| \| \| \| Panoplosaurus \| \| \| \| |
|  |                                                              |
|  | Edmontonia                                                   |
|  |                                                              |
|  | Panoplosaurus                                                |
|  |                                                              |

|  | Edmontonia    |
|  |               |
|  | Panoplosaurus |
|  |               |

|  | Niobrarasaurus                                               |
|  |                                                              |
|  | Nodosaurus                                                   |
|  |                                                              |
|  | Pawpawsaurus                                                 |
|  |                                                              |
|  | Sauropelta                                                   |
|  |                                                              |
|  | Silvisaurus                                                  |
|  |                                                              |
|  | Stegopelta                                                   |
|  |                                                              |
|  | Texasetes                                                    |
|  |                                                              |
|  | \| \| Edmontonia \| \| \| \| \| \| Panoplosaurus \| \| \| \| |
|  |                                                              |
|  | Edmontonia                                                   |
|  |                                                              |
|  | Panoplosaurus                                                |
|  |                                                              |

|  | Edmontonia    |
|  |               |
|  | Panoplosaurus |
|  |               |

|  | Struthiosaurus  |
|  |                 |
|  | Zhejiangosaurus |
|  |                 |

|  | Niobrarasaurus                                               |
|  |                                                              |
|  | Nodosaurus                                                   |
|  |                                                              |
|  | Pawpawsaurus                                                 |
|  |                                                              |
|  | Sauropelta                                                   |
|  |                                                              |
|  | Silvisaurus                                                  |
|  |                                                              |
|  | Stegopelta                                                   |
|  |                                                              |
|  | Texasetes                                                    |
|  |                                                              |
|  | \| \| Edmontonia \| \| \| \| \| \| Panoplosaurus \| \| \| \| |
|  |                                                              |
|  | Edmontonia                                                   |
|  |                                                              |
|  | Panoplosaurus                                                |
|  |                                                              |

|  | Edmontonia    |
|  |               |
|  | Panoplosaurus |
|  |               |

|  | Niobrarasaurus                                               |
|  |                                                              |
|  | Nodosaurus                                                   |
|  |                                                              |
|  | Pawpawsaurus                                                 |
|  |                                                              |
|  | Sauropelta                                                   |
|  |                                                              |
|  | Silvisaurus                                                  |
|  |                                                              |
|  | Stegopelta                                                   |
|  |                                                              |
|  | Texasetes                                                    |
|  |                                                              |
|  | \| \| Edmontonia \| \| \| \| \| \| Panoplosaurus \| \| \| \| |
|  |                                                              |
|  | Edmontonia                                                   |
|  |                                                              |
|  | Panoplosaurus                                                |
|  |                                                              |

|  | Edmontonia    |
|  |               |
|  | Panoplosaurus |
|  |               |

|  | Niobrarasaurus                                               |
|  |                                                              |
|  | Nodosaurus                                                   |
|  |                                                              |
|  | Pawpawsaurus                                                 |
|  |                                                              |
|  | Sauropelta                                                   |
|  |                                                              |
|  | Silvisaurus                                                  |
|  |                                                              |
|  | Stegopelta                                                   |
|  |                                                              |
|  | Texasetes                                                    |
|  |                                                              |
|  | \| \| Edmontonia \| \| \| \| \| \| Panoplosaurus \| \| \| \| |
|  |                                                              |
|  | Edmontonia                                                   |
|  |                                                              |
|  | Panoplosaurus                                                |
|  |                                                              |

|  | Edmontonia    |
|  |               |
|  | Panoplosaurus |
|  |               |

|  | Niobrarasaurus                                               |
|  |                                                              |
|  | Nodosaurus                                                   |
|  |                                                              |
|  | Pawpawsaurus                                                 |
|  |                                                              |
|  | Sauropelta                                                   |
|  |                                                              |
|  | Silvisaurus                                                  |
|  |                                                              |
|  | Stegopelta                                                   |
|  |                                                              |
|  | Texasetes                                                    |
|  |                                                              |
|  | \| \| Edmontonia \| \| \| \| \| \| Panoplosaurus \| \| \| \| |
|  |                                                              |
|  | Edmontonia                                                   |
|  |                                                              |
|  | Panoplosaurus                                                |
|  |                                                              |

|  | Edmontonia    |
|  |               |
|  | Panoplosaurus |
|  |               |

|  | Mymoorapelta                                                  |
|  |                                                               |
|  | \| \| Hylaeosaurus \| \| \| \| \| \| Anoplosaurus \| \| \| \| |
|  |                                                               |
|  | Hylaeosaurus                                                  |
|  |                                                               |
|  | Anoplosaurus                                                  |
|  |                                                               |

|  | Hylaeosaurus |
|  |              |
|  | Anoplosaurus |
|  |              |

|  | Gastonia                                                     |
|  |                                                              |
|  | \| \| Peloroplites \| \| \| \| \| \| Polacanthus \| \| \| \| |
|  |                                                              |
|  | Peloroplites                                                 |
|  |                                                              |
|  | Polacanthus                                                  |
|  |                                                              |

|  | Peloroplites |
|  |              |
|  | Polacanthus  |
|  |              |

|  | Gastonia                                                     |
|  |                                                              |
|  | \| \| Peloroplites \| \| \| \| \| \| Polacanthus \| \| \| \| |
|  |                                                              |
|  | Peloroplites                                                 |
|  |                                                              |
|  | Polacanthus                                                  |
|  |                                                              |

|  | Peloroplites |
|  |              |
|  | Polacanthus  |
|  |              |

|  | Struthiosaurus  |
|  |                 |
|  | Zhejiangosaurus |
|  |                 |

|  | Niobrarasaurus                                               |
|  |                                                              |
|  | Nodosaurus                                                   |
|  |                                                              |
|  | Pawpawsaurus                                                 |
|  |                                                              |
|  | Sauropelta                                                   |
|  |                                                              |
|  | Silvisaurus                                                  |
|  |                                                              |
|  | Stegopelta                                                   |
|  |                                                              |
|  | Texasetes                                                    |
|  |                                                              |
|  | \| \| Edmontonia \| \| \| \| \| \| Panoplosaurus \| \| \| \| |
|  |                                                              |
|  | Edmontonia                                                   |
|  |                                                              |
|  | Panoplosaurus                                                |
|  |                                                              |

|  | Edmontonia    |
|  |               |
|  | Panoplosaurus |
|  |               |

|  | Niobrarasaurus                                               |
|  |                                                              |
|  | Nodosaurus                                                   |
|  |                                                              |
|  | Pawpawsaurus                                                 |
|  |                                                              |
|  | Sauropelta                                                   |
|  |                                                              |
|  | Silvisaurus                                                  |
|  |                                                              |
|  | Stegopelta                                                   |
|  |                                                              |
|  | Texasetes                                                    |
|  |                                                              |
|  | \| \| Edmontonia \| \| \| \| \| \| Panoplosaurus \| \| \| \| |
|  |                                                              |
|  | Edmontonia                                                   |
|  |                                                              |
|  | Panoplosaurus                                                |
|  |                                                              |

|  | Edmontonia    |
|  |               |
|  | Panoplosaurus |
|  |               |

|  | Niobrarasaurus                                               |
|  |                                                              |
|  | Nodosaurus                                                   |
|  |                                                              |
|  | Pawpawsaurus                                                 |
|  |                                                              |
|  | Sauropelta                                                   |
|  |                                                              |
|  | Silvisaurus                                                  |
|  |                                                              |
|  | Stegopelta                                                   |
|  |                                                              |
|  | Texasetes                                                    |
|  |                                                              |
|  | \| \| Edmontonia \| \| \| \| \| \| Panoplosaurus \| \| \| \| |
|  |                                                              |
|  | Edmontonia                                                   |
|  |                                                              |
|  | Panoplosaurus                                                |
|  |                                                              |

|  | Edmontonia    |
|  |               |
|  | Panoplosaurus |
|  |               |

|  | Niobrarasaurus                                               |
|  |                                                              |
|  | Nodosaurus                                                   |
|  |                                                              |
|  | Pawpawsaurus                                                 |
|  |                                                              |
|  | Sauropelta                                                   |
|  |                                                              |
|  | Silvisaurus                                                  |
|  |                                                              |
|  | Stegopelta                                                   |
|  |                                                              |
|  | Texasetes                                                    |
|  |                                                              |
|  | \| \| Edmontonia \| \| \| \| \| \| Panoplosaurus \| \| \| \| |
|  |                                                              |
|  | Edmontonia                                                   |
|  |                                                              |
|  | Panoplosaurus                                                |
|  |                                                              |

|  | Edmontonia    |
|  |               |
|  | Panoplosaurus |
|  |               |

|  | Struthiosaurus  |
|  |                 |
|  | Zhejiangosaurus |
|  |                 |

|  | Niobrarasaurus                                               |
|  |                                                              |
|  | Nodosaurus                                                   |
|  |                                                              |
|  | Pawpawsaurus                                                 |
|  |                                                              |
|  | Sauropelta                                                   |
|  |                                                              |
|  | Silvisaurus                                                  |
|  |                                                              |
|  | Stegopelta                                                   |
|  |                                                              |
|  | Texasetes                                                    |
|  |                                                              |
|  | \| \| Edmontonia \| \| \| \| \| \| Panoplosaurus \| \| \| \| |
|  |                                                              |
|  | Edmontonia                                                   |
|  |                                                              |
|  | Panoplosaurus                                                |
|  |                                                              |

|  | Edmontonia    |
|  |               |
|  | Panoplosaurus |
|  |               |

|  | Niobrarasaurus                                               |
|  |                                                              |
|  | Nodosaurus                                                   |
|  |                                                              |
|  | Pawpawsaurus                                                 |
|  |                                                              |
|  | Sauropelta                                                   |
|  |                                                              |
|  | Silvisaurus                                                  |
|  |                                                              |
|  | Stegopelta                                                   |
|  |                                                              |
|  | Texasetes                                                    |
|  |                                                              |
|  | \| \| Edmontonia \| \| \| \| \| \| Panoplosaurus \| \| \| \| |
|  |                                                              |
|  | Edmontonia                                                   |
|  |                                                              |
|  | Panoplosaurus                                                |
|  |                                                              |

|  | Edmontonia    |
|  |               |
|  | Panoplosaurus |
|  |               |

|  | Niobrarasaurus                                               |
|  |                                                              |
|  | Nodosaurus                                                   |
|  |                                                              |
|  | Pawpawsaurus                                                 |
|  |                                                              |
|  | Sauropelta                                                   |
|  |                                                              |
|  | Silvisaurus                                                  |
|  |                                                              |
|  | Stegopelta                                                   |
|  |                                                              |
|  | Texasetes                                                    |
|  |                                                              |
|  | \| \| Edmontonia \| \| \| \| \| \| Panoplosaurus \| \| \| \| |
|  |                                                              |
|  | Edmontonia                                                   |
|  |                                                              |
|  | Panoplosaurus                                                |
|  |                                                              |

|  | Edmontonia    |
|  |               |
|  | Panoplosaurus |
|  |               |

|  | Niobrarasaurus                                               |
|  |                                                              |
|  | Nodosaurus                                                   |
|  |                                                              |
|  | Pawpawsaurus                                                 |
|  |                                                              |
|  | Sauropelta                                                   |
|  |                                                              |
|  | Silvisaurus                                                  |
|  |                                                              |
|  | Stegopelta                                                   |
|  |                                                              |
|  | Texasetes                                                    |
|  |                                                              |
|  | \| \| Edmontonia \| \| \| \| \| \| Panoplosaurus \| \| \| \| |
|  |                                                              |
|  | Edmontonia                                                   |
|  |                                                              |
|  | Panoplosaurus                                                |
|  |                                                              |

|  | Edmontonia    |
|  |               |
|  | Panoplosaurus |
|  |               |

|  | Gastonia                                                     |
|  |                                                              |
|  | \| \| Peloroplites \| \| \| \| \| \| Polacanthus \| \| \| \| |
|  |                                                              |
|  | Peloroplites                                                 |
|  |                                                              |
|  | Polacanthus                                                  |
|  |                                                              |

|  | Peloroplites |
|  |              |
|  | Polacanthus  |
|  |              |

|  | Gastonia                                                     |
|  |                                                              |
|  | \| \| Peloroplites \| \| \| \| \| \| Polacanthus \| \| \| \| |
|  |                                                              |
|  | Peloroplites                                                 |
|  |                                                              |
|  | Polacanthus                                                  |
|  |                                                              |

|  | Peloroplites |
|  |              |
|  | Polacanthus  |
|  |              |

|  | Struthiosaurus  |
|  |                 |
|  | Zhejiangosaurus |
|  |                 |

|  | Niobrarasaurus                                               |
|  |                                                              |
|  | Nodosaurus                                                   |
|  |                                                              |
|  | Pawpawsaurus                                                 |
|  |                                                              |
|  | Sauropelta                                                   |
|  |                                                              |
|  | Silvisaurus                                                  |
|  |                                                              |
|  | Stegopelta                                                   |
|  |                                                              |
|  | Texasetes                                                    |
|  |                                                              |
|  | \| \| Edmontonia \| \| \| \| \| \| Panoplosaurus \| \| \| \| |
|  |                                                              |
|  | Edmontonia                                                   |
|  |                                                              |
|  | Panoplosaurus                                                |
|  |                                                              |

|  | Edmontonia    |
|  |               |
|  | Panoplosaurus |
|  |               |

|  | Niobrarasaurus                                               |
|  |                                                              |
|  | Nodosaurus                                                   |
|  |                                                              |
|  | Pawpawsaurus                                                 |
|  |                                                              |
|  | Sauropelta                                                   |
|  |                                                              |
|  | Silvisaurus                                                  |
|  |                                                              |
|  | Stegopelta                                                   |
|  |                                                              |
|  | Texasetes                                                    |
|  |                                                              |
|  | \| \| Edmontonia \| \| \| \| \| \| Panoplosaurus \| \| \| \| |
|  |                                                              |
|  | Edmontonia                                                   |
|  |                                                              |
|  | Panoplosaurus                                                |
|  |                                                              |

|  | Edmontonia    |
|  |               |
|  | Panoplosaurus |
|  |               |

|  | Niobrarasaurus                                               |
|  |                                                              |
|  | Nodosaurus                                                   |
|  |                                                              |
|  | Pawpawsaurus                                                 |
|  |                                                              |
|  | Sauropelta                                                   |
|  |                                                              |
|  | Silvisaurus                                                  |
|  |                                                              |
|  | Stegopelta                                                   |
|  |                                                              |
|  | Texasetes                                                    |
|  |                                                              |
|  | \| \| Edmontonia \| \| \| \| \| \| Panoplosaurus \| \| \| \| |
|  |                                                              |
|  | Edmontonia                                                   |
|  |                                                              |
|  | Panoplosaurus                                                |
|  |                                                              |

|  | Edmontonia    |
|  |               |
|  | Panoplosaurus |
|  |               |

|  | Niobrarasaurus                                               |
|  |                                                              |
|  | Nodosaurus                                                   |
|  |                                                              |
|  | Pawpawsaurus                                                 |
|  |                                                              |
|  | Sauropelta                                                   |
|  |                                                              |
|  | Silvisaurus                                                  |
|  |                                                              |
|  | Stegopelta                                                   |
|  |                                                              |
|  | Texasetes                                                    |
|  |                                                              |
|  | \| \| Edmontonia \| \| \| \| \| \| Panoplosaurus \| \| \| \| |
|  |                                                              |
|  | Edmontonia                                                   |
|  |                                                              |
|  | Panoplosaurus                                                |
|  |                                                              |

|  | Edmontonia    |
|  |               |
|  | Panoplosaurus |
|  |               |

|  | Struthiosaurus  |
|  |                 |
|  | Zhejiangosaurus |
|  |                 |

|  | Niobrarasaurus                                               |
|  |                                                              |
|  | Nodosaurus                                                   |
|  |                                                              |
|  | Pawpawsaurus                                                 |
|  |                                                              |
|  | Sauropelta                                                   |
|  |                                                              |
|  | Silvisaurus                                                  |
|  |                                                              |
|  | Stegopelta                                                   |
|  |                                                              |
|  | Texasetes                                                    |
|  |                                                              |
|  | \| \| Edmontonia \| \| \| \| \| \| Panoplosaurus \| \| \| \| |
|  |                                                              |
|  | Edmontonia                                                   |
|  |                                                              |
|  | Panoplosaurus                                                |
|  |                                                              |

|  | Edmontonia    |
|  |               |
|  | Panoplosaurus |
|  |               |

|  | Niobrarasaurus                                               |
|  |                                                              |
|  | Nodosaurus                                                   |
|  |                                                              |
|  | Pawpawsaurus                                                 |
|  |                                                              |
|  | Sauropelta                                                   |
|  |                                                              |
|  | Silvisaurus                                                  |
|  |                                                              |
|  | Stegopelta                                                   |
|  |                                                              |
|  | Texasetes                                                    |
|  |                                                              |
|  | \| \| Edmontonia \| \| \| \| \| \| Panoplosaurus \| \| \| \| |
|  |                                                              |
|  | Edmontonia                                                   |
|  |                                                              |
|  | Panoplosaurus                                                |
|  |                                                              |

|  | Edmontonia    |
|  |               |
|  | Panoplosaurus |
|  |               |

|  | Niobrarasaurus                                               |
|  |                                                              |
|  | Nodosaurus                                                   |
|  |                                                              |
|  | Pawpawsaurus                                                 |
|  |                                                              |
|  | Sauropelta                                                   |
|  |                                                              |
|  | Silvisaurus                                                  |
|  |                                                              |
|  | Stegopelta                                                   |
|  |                                                              |
|  | Texasetes                                                    |
|  |                                                              |
|  | \| \| Edmontonia \| \| \| \| \| \| Panoplosaurus \| \| \| \| |
|  |                                                              |
|  | Edmontonia                                                   |
|  |                                                              |
|  | Panoplosaurus                                                |
|  |                                                              |

|  | Edmontonia    |
|  |               |
|  | Panoplosaurus |
|  |               |

|  | Niobrarasaurus                                               |
|  |                                                              |
|  | Nodosaurus                                                   |
|  |                                                              |
|  | Pawpawsaurus                                                 |
|  |                                                              |
|  | Sauropelta                                                   |
|  |                                                              |
|  | Silvisaurus                                                  |
|  |                                                              |
|  | Stegopelta                                                   |
|  |                                                              |
|  | Texasetes                                                    |
|  |                                                              |
|  | \| \| Edmontonia \| \| \| \| \| \| Panoplosaurus \| \| \| \| |
|  |                                                              |
|  | Edmontonia                                                   |
|  |                                                              |
|  | Panoplosaurus                                                |
|  |                                                              |

|  | Edmontonia    |
|  |               |
|  | Panoplosaurus |
|  |               |

|  | Mymoorapelta                                                  |
|  |                                                               |
|  | \| \| Hylaeosaurus \| \| \| \| \| \| Anoplosaurus \| \| \| \| |
|  |                                                               |
|  | Hylaeosaurus                                                  |
|  |                                                               |
|  | Anoplosaurus                                                  |
|  |                                                               |

|  | Hylaeosaurus |
|  |              |
|  | Anoplosaurus |
|  |              |

|  | Gastonia                                                     |
|  |                                                              |
|  | \| \| Peloroplites \| \| \| \| \| \| Polacanthus \| \| \| \| |
|  |                                                              |
|  | Peloroplites                                                 |
|  |                                                              |
|  | Polacanthus                                                  |
|  |                                                              |

|  | Peloroplites |
|  |              |
|  | Polacanthus  |
|  |              |

|  | Gastonia                                                     |
|  |                                                              |
|  | \| \| Peloroplites \| \| \| \| \| \| Polacanthus \| \| \| \| |
|  |                                                              |
|  | Peloroplites                                                 |
|  |                                                              |
|  | Polacanthus                                                  |
|  |                                                              |

|  | Peloroplites |
|  |              |
|  | Polacanthus  |
|  |              |

|  | Struthiosaurus  |
|  |                 |
|  | Zhejiangosaurus |
|  |                 |

|  | Niobrarasaurus                                               |
|  |                                                              |
|  | Nodosaurus                                                   |
|  |                                                              |
|  | Pawpawsaurus                                                 |
|  |                                                              |
|  | Sauropelta                                                   |
|  |                                                              |
|  | Silvisaurus                                                  |
|  |                                                              |
|  | Stegopelta                                                   |
|  |                                                              |
|  | Texasetes                                                    |
|  |                                                              |
|  | \| \| Edmontonia \| \| \| \| \| \| Panoplosaurus \| \| \| \| |
|  |                                                              |
|  | Edmontonia                                                   |
|  |                                                              |
|  | Panoplosaurus                                                |
|  |                                                              |

|  | Edmontonia    |
|  |               |
|  | Panoplosaurus |
|  |               |

|  | Niobrarasaurus                                               |
|  |                                                              |
|  | Nodosaurus                                                   |
|  |                                                              |
|  | Pawpawsaurus                                                 |
|  |                                                              |
|  | Sauropelta                                                   |
|  |                                                              |
|  | Silvisaurus                                                  |
|  |                                                              |
|  | Stegopelta                                                   |
|  |                                                              |
|  | Texasetes                                                    |
|  |                                                              |
|  | \| \| Edmontonia \| \| \| \| \| \| Panoplosaurus \| \| \| \| |
|  |                                                              |
|  | Edmontonia                                                   |
|  |                                                              |
|  | Panoplosaurus                                                |
|  |                                                              |

|  | Edmontonia    |
|  |               |
|  | Panoplosaurus |
|  |               |

|  | Niobrarasaurus                                               |
|  |                                                              |
|  | Nodosaurus                                                   |
|  |                                                              |
|  | Pawpawsaurus                                                 |
|  |                                                              |
|  | Sauropelta                                                   |
|  |                                                              |
|  | Silvisaurus                                                  |
|  |                                                              |
|  | Stegopelta                                                   |
|  |                                                              |
|  | Texasetes                                                    |
|  |                                                              |
|  | \| \| Edmontonia \| \| \| \| \| \| Panoplosaurus \| \| \| \| |
|  |                                                              |
|  | Edmontonia                                                   |
|  |                                                              |
|  | Panoplosaurus                                                |
|  |                                                              |

|  | Edmontonia    |
|  |               |
|  | Panoplosaurus |
|  |               |

|  | Niobrarasaurus                                               |
|  |                                                              |
|  | Nodosaurus                                                   |
|  |                                                              |
|  | Pawpawsaurus                                                 |
|  |                                                              |
|  | Sauropelta                                                   |
|  |                                                              |
|  | Silvisaurus                                                  |
|  |                                                              |
|  | Stegopelta                                                   |
|  |                                                              |
|  | Texasetes                                                    |
|  |                                                              |
|  | \| \| Edmontonia \| \| \| \| \| \| Panoplosaurus \| \| \| \| |
|  |                                                              |
|  | Edmontonia                                                   |
|  |                                                              |
|  | Panoplosaurus                                                |
|  |                                                              |

|  | Edmontonia    |
|  |               |
|  | Panoplosaurus |
|  |               |

|  | Struthiosaurus  |
|  |                 |
|  | Zhejiangosaurus |
|  |                 |

|  | Niobrarasaurus                                               |
|  |                                                              |
|  | Nodosaurus                                                   |
|  |                                                              |
|  | Pawpawsaurus                                                 |
|  |                                                              |
|  | Sauropelta                                                   |
|  |                                                              |
|  | Silvisaurus                                                  |
|  |                                                              |
|  | Stegopelta                                                   |
|  |                                                              |
|  | Texasetes                                                    |
|  |                                                              |
|  | \| \| Edmontonia \| \| \| \| \| \| Panoplosaurus \| \| \| \| |
|  |                                                              |
|  | Edmontonia                                                   |
|  |                                                              |
|  | Panoplosaurus                                                |
|  |                                                              |

|  | Edmontonia    |
|  |               |
|  | Panoplosaurus |
|  |               |

|  | Niobrarasaurus                                               |
|  |                                                              |
|  | Nodosaurus                                                   |
|  |                                                              |
|  | Pawpawsaurus                                                 |
|  |                                                              |
|  | Sauropelta                                                   |
|  |                                                              |
|  | Silvisaurus                                                  |
|  |                                                              |
|  | Stegopelta                                                   |
|  |                                                              |
|  | Texasetes                                                    |
|  |                                                              |
|  | \| \| Edmontonia \| \| \| \| \| \| Panoplosaurus \| \| \| \| |
|  |                                                              |
|  | Edmontonia                                                   |
|  |                                                              |
|  | Panoplosaurus                                                |
|  |                                                              |

|  | Edmontonia    |
|  |               |
|  | Panoplosaurus |
|  |               |

|  | Niobrarasaurus                                               |
|  |                                                              |
|  | Nodosaurus                                                   |
|  |                                                              |
|  | Pawpawsaurus                                                 |
|  |                                                              |
|  | Sauropelta                                                   |
|  |                                                              |
|  | Silvisaurus                                                  |
|  |                                                              |
|  | Stegopelta                                                   |
|  |                                                              |
|  | Texasetes                                                    |
|  |                                                              |
|  | \| \| Edmontonia \| \| \| \| \| \| Panoplosaurus \| \| \| \| |
|  |                                                              |
|  | Edmontonia                                                   |
|  |                                                              |
|  | Panoplosaurus                                                |
|  |                                                              |

|  | Edmontonia    |
|  |               |
|  | Panoplosaurus |
|  |               |

|  | Niobrarasaurus                                               |
|  |                                                              |
|  | Nodosaurus                                                   |
|  |                                                              |
|  | Pawpawsaurus                                                 |
|  |                                                              |
|  | Sauropelta                                                   |
|  |                                                              |
|  | Silvisaurus                                                  |
|  |                                                              |
|  | Stegopelta                                                   |
|  |                                                              |
|  | Texasetes                                                    |
|  |                                                              |
|  | \| \| Edmontonia \| \| \| \| \| \| Panoplosaurus \| \| \| \| |
|  |                                                              |
|  | Edmontonia                                                   |
|  |                                                              |
|  | Panoplosaurus                                                |
|  |                                                              |

|  | Edmontonia    |
|  |               |
|  | Panoplosaurus |
|  |               |

|  | Gastonia                                                     |
|  |                                                              |
|  | \| \| Peloroplites \| \| \| \| \| \| Polacanthus \| \| \| \| |
|  |                                                              |
|  | Peloroplites                                                 |
|  |                                                              |
|  | Polacanthus                                                  |
|  |                                                              |

|  | Peloroplites |
|  |              |
|  | Polacanthus  |
|  |              |

|  | Gastonia                                                     |
|  |                                                              |
|  | \| \| Peloroplites \| \| \| \| \| \| Polacanthus \| \| \| \| |
|  |                                                              |
|  | Peloroplites                                                 |
|  |                                                              |
|  | Polacanthus                                                  |
|  |                                                              |

|  | Peloroplites |
|  |              |
|  | Polacanthus  |
|  |              |

|  | Struthiosaurus  |
|  |                 |
|  | Zhejiangosaurus |
|  |                 |

|  | Niobrarasaurus                                               |
|  |                                                              |
|  | Nodosaurus                                                   |
|  |                                                              |
|  | Pawpawsaurus                                                 |
|  |                                                              |
|  | Sauropelta                                                   |
|  |                                                              |
|  | Silvisaurus                                                  |
|  |                                                              |
|  | Stegopelta                                                   |
|  |                                                              |
|  | Texasetes                                                    |
|  |                                                              |
|  | \| \| Edmontonia \| \| \| \| \| \| Panoplosaurus \| \| \| \| |
|  |                                                              |
|  | Edmontonia                                                   |
|  |                                                              |
|  | Panoplosaurus                                                |
|  |                                                              |

|  | Edmontonia    |
|  |               |
|  | Panoplosaurus |
|  |               |

|  | Niobrarasaurus                                               |
|  |                                                              |
|  | Nodosaurus                                                   |
|  |                                                              |
|  | Pawpawsaurus                                                 |
|  |                                                              |
|  | Sauropelta                                                   |
|  |                                                              |
|  | Silvisaurus                                                  |
|  |                                                              |
|  | Stegopelta                                                   |
|  |                                                              |
|  | Texasetes                                                    |
|  |                                                              |
|  | \| \| Edmontonia \| \| \| \| \| \| Panoplosaurus \| \| \| \| |
|  |                                                              |
|  | Edmontonia                                                   |
|  |                                                              |
|  | Panoplosaurus                                                |
|  |                                                              |

|  | Edmontonia    |
|  |               |
|  | Panoplosaurus |
|  |               |

|  | Niobrarasaurus                                               |
|  |                                                              |
|  | Nodosaurus                                                   |
|  |                                                              |
|  | Pawpawsaurus                                                 |
|  |                                                              |
|  | Sauropelta                                                   |
|  |                                                              |
|  | Silvisaurus                                                  |
|  |                                                              |
|  | Stegopelta                                                   |
|  |                                                              |
|  | Texasetes                                                    |
|  |                                                              |
|  | \| \| Edmontonia \| \| \| \| \| \| Panoplosaurus \| \| \| \| |
|  |                                                              |
|  | Edmontonia                                                   |
|  |                                                              |
|  | Panoplosaurus                                                |
|  |                                                              |

|  | Edmontonia    |
|  |               |
|  | Panoplosaurus |
|  |               |

|  | Niobrarasaurus                                               |
|  |                                                              |
|  | Nodosaurus                                                   |
|  |                                                              |
|  | Pawpawsaurus                                                 |
|  |                                                              |
|  | Sauropelta                                                   |
|  |                                                              |
|  | Silvisaurus                                                  |
|  |                                                              |
|  | Stegopelta                                                   |
|  |                                                              |
|  | Texasetes                                                    |
|  |                                                              |
|  | \| \| Edmontonia \| \| \| \| \| \| Panoplosaurus \| \| \| \| |
|  |                                                              |
|  | Edmontonia                                                   |
|  |                                                              |
|  | Panoplosaurus                                                |
|  |                                                              |

|  | Edmontonia    |
|  |               |
|  | Panoplosaurus |
|  |               |

|  | Struthiosaurus  |
|  |                 |
|  | Zhejiangosaurus |
|  |                 |

|  | Niobrarasaurus                                               |
|  |                                                              |
|  | Nodosaurus                                                   |
|  |                                                              |
|  | Pawpawsaurus                                                 |
|  |                                                              |
|  | Sauropelta                                                   |
|  |                                                              |
|  | Silvisaurus                                                  |
|  |                                                              |
|  | Stegopelta                                                   |
|  |                                                              |
|  | Texasetes                                                    |
|  |                                                              |
|  | \| \| Edmontonia \| \| \| \| \| \| Panoplosaurus \| \| \| \| |
|  |                                                              |
|  | Edmontonia                                                   |
|  |                                                              |
|  | Panoplosaurus                                                |
|  |                                                              |

|  | Edmontonia    |
|  |               |
|  | Panoplosaurus |
|  |               |

|  | Niobrarasaurus                                               |
|  |                                                              |
|  | Nodosaurus                                                   |
|  |                                                              |
|  | Pawpawsaurus                                                 |
|  |                                                              |
|  | Sauropelta                                                   |
|  |                                                              |
|  | Silvisaurus                                                  |
|  |                                                              |
|  | Stegopelta                                                   |
|  |                                                              |
|  | Texasetes                                                    |
|  |                                                              |
|  | \| \| Edmontonia \| \| \| \| \| \| Panoplosaurus \| \| \| \| |
|  |                                                              |
|  | Edmontonia                                                   |
|  |                                                              |
|  | Panoplosaurus                                                |
|  |                                                              |

|  | Edmontonia    |
|  |               |
|  | Panoplosaurus |
|  |               |

|  | Niobrarasaurus                                               |
|  |                                                              |
|  | Nodosaurus                                                   |
|  |                                                              |
|  | Pawpawsaurus                                                 |
|  |                                                              |
|  | Sauropelta                                                   |
|  |                                                              |
|  | Silvisaurus                                                  |
|  |                                                              |
|  | Stegopelta                                                   |
|  |                                                              |
|  | Texasetes                                                    |
|  |                                                              |
|  | \| \| Edmontonia \| \| \| \| \| \| Panoplosaurus \| \| \| \| |
|  |                                                              |
|  | Edmontonia                                                   |
|  |                                                              |
|  | Panoplosaurus                                                |
|  |                                                              |

|  | Edmontonia    |
|  |               |
|  | Panoplosaurus |
|  |               |

|  | Niobrarasaurus                                               |
|  |                                                              |
|  | Nodosaurus                                                   |
|  |                                                              |
|  | Pawpawsaurus                                                 |
|  |                                                              |
|  | Sauropelta                                                   |
|  |                                                              |
|  | Silvisaurus                                                  |
|  |                                                              |
|  | Stegopelta                                                   |
|  |                                                              |
|  | Texasetes                                                    |
|  |                                                              |
|  | \| \| Edmontonia \| \| \| \| \| \| Panoplosaurus \| \| \| \| |
|  |                                                              |
|  | Edmontonia                                                   |
|  |                                                              |
|  | Panoplosaurus                                                |
|  |                                                              |

|  | Edmontonia    |
|  |               |
|  | Panoplosaurus |
|  |               |